# Николаев, Артём Григорьевич
Артём Григорьевич Николаев (24 марта 1999, Москва) — российский хоккеист, нападающий.
На юношеском уровне играл за московские команды «Созвездие», «Русь». С сезона 2015/16 — в системе СКА. В КХЛ дебютировал 1 сентября 2018 года в Кубке Открытия в гостях против «Ак Барса» (6:1). В июле 2021 года был обменян в «Сочи». 3 мая 2024 года перешёл в «Адмирал».